# Kropáčka
 Kropáčka byla věž v Hradci Králové, která existovala v letech 1516–1906 a během staletí sloužila různým účelům, od vězení až po skladiště.

## Stavební popis
Stála na východ od kostela Nanebevzetí Panny Marie. Byla celá z cihel, hranolová na čtvercovém půdorysu, omítnutá a krytá nízkou stanovou střechou z tašek a vrchol valbové střechy zdobila makovička a praporek. Stěny byly členěny po výši třemi římsami a v pěti patrech prolomena obdélná okénka s kamenným opažením. Pod oknem do 4. patra byl na severu umístěn z kamene tesaný znak města, nesený dvěma zbrojnoši a na východě arkýřek na dvou kamenných krakorcích. Na omítce byly stopy sgrafita a na ostěních oken byly zachovány kamenické značky. Uvnitř bylo jen 3. patro sklenuto. Zbytek věže mělo trámové stropy a také schodiště bylo ze dřeva.

## Historie
Pravděpodobně to byla původně bašta a teprve později byla užívána jako vodárna. Začala se stavět roku 1509, a to ze dřeva. Zděné základy položil roku 1516 a celé dílo provedl Jan Kameník. Roku 1517 byla zbudována strojní část věže ve středu jižních městských hradeb. Kámen na stavbu byl použit ze skály Boháňka z Hustířan, byl také použit kámen určený pro stavbu Bílé věže. Jméno získala podle měšťana Jana Kropáče, majitele sousedního objektu, konšele městské rady a městského sudí.
Nejstarší vyobrazení Kropáčky vytvořil Jan Willenberg v pohledu na město od jihozápadu, zachovaném v dřevorytu v Paprockého Diadochu z roku 1602. Další její vyobrazení můžeme najít na vedutě města F. B. Wernhera z doby kolem roku 1740.
Od roku 1559 se používala jako městská věznice. V roce 1756 je Kropáčka na plánu města označena jako Rotheturm. Roku 1762 poškodil věž požár způsoben pruskými kozáky, zachovalo se jen zdivo, věž však byla opravena. V roce 1810 nad druhým patrem byla zřízena dělostřelecká pozorovatelna s valenou, bombardování odolnou klenbou. Od počátku 19. století bylo ve věži a budově v jejím bezprostředním sousedství vězení pro „šupáky a výtržníky“. Během 19. století sloužila jako polepšovací ústav pro lehkovážné ženské, založený v Hradci Králové již roku 1829. Ten byl roku 1840 rozšířen a roku 1857 nákladem města opraven. Před zbouráním sloužila jako skladiště města (čp. 31).
Věž byla zbourána v létě 1906, přičemž byla vyfotografována, její vnitřek byl zachycen ve formě perokreseb a sochař František Čermák zhotovil z popudu muzea její sádrový model. 17. května téhož roku byla na schůzi městského zastupitelstva přečtena zpráva o stavebním stavu věže, kterou zpracoval stavební rada Josef Lábler, který 2.-3. května 1906 ohledal onu věž. Zjistil, že základy jsou mělké a spočívají na pilotech, které z většiny již shnily. 4. července téhož roku se městské zastupitelstvo usneslo, aby byla Kropáčka zbořena, poněvadž podchycení jejích základů vyžadovalo náklad přes 70 000 K a státní příspěvek od Ústřední komise pro zachování památek ve Vídni činil pouze 3 000 K. Bourání bylo zahájeno 9. července, a to i přes nesouhlas centrální komise vídeňské a protesty Klubu za starou Prahu a několika časopisů. Přibližný náklad 50 000 K, potřebný prý k jejímu udržení, a nemožná jeho úhrada byly úskalím, na němž ztroskotaly všechny dobře míněné kroky k jejímu zachování. Obnova z 20. července 1906 tehdy napsala: „Kropáčka. Minulý týden v pondělí počaly lítati tašky se střechy Kropáčky, a nyní jest již s třetiny obstarožní věž zbourána. Jedna důvtipná hlava před demolováním pronesla náhled, že by se měla Kropáčka pobořiti jen do polovic k římse a znovu střechou přikrýti. Na Půlkropáčce by se napsalo, jak byla dřív za mladších let vysoká, odznak městský by se připevnil dole, atd. Nu – pěkně děkujeme; nevypadala by pak celá starožitná památka jako škarohlídná stodola? A kdo ví, jak dlouho by po novém peněžitém nákladě aspoň ten zbytek vydržel. A – popis výšky bývalé Kropáčky může se uschovati také jinde“ Materiál z věže využil stavitel R. Schmidt, který za něj městu zaplatil 600 K. Později, v letech 1909–1910, bylo na místě věže postaveno schodiště Na Kropáčce (často nazývané Gočárovo nebo také U tří tupláků), jehož autorem je Josef Gočár.
Na základy této věže narazili archeologové v roce 2007. Výzkum navíc objasnil rok stavby věže. Některé prameny totiž datují její vznik do roku 1511, další uvádějí letopočet 1516. „V jejích základech jsme našli kromě cihel a opuky také čedič z lomů na úpatí Kunětické hory. Právo těžby Hradečané získali až v roce 1513. Správnější tedy bude zřejmě druhé datum,“ řekl archeolog Mgr. Radek Bláha.
Několik architektonických a stavebních prvků z věže je uloženo ve sbírkách Muzea východních Čech v Hradci Králové. Nejvýznamnější z nich je pískovcová deska se znakem města.